# S/2006 S 1
S/2006 S 1 ist einer der kleineren äußeren Monde des Planeten Saturn.

## Entdeckung
Die Entdeckung von S/2006 S 1 durch Scott S. Sheppard, David C. Jewitt, Jan Kleyna und Brian G. Marsden auf Aufnahmen vom 4. Januar bis zum 30. April 2006 wurde am 26. Juni 2006 bekannt gegeben.

## Bahndaten
S/2006 S 1 umkreist Saturn auf einer retrograden exzentrischen Bahn in rund 963 Tagen. Die Bahnexzentrizität beträgt 0,117, wobei die Bahn mit 154,2° gegen die Ekliptik bzw. 175,4° gegen die Äquatorebene des Saturn geneigt ist.

## Aufbau und physikalische Daten
S/2006 S 1 besitzt einen Durchmesser von etwa 6 km.